# نووعبدلینو
نووعبدلینو (انگلیسی: Novoabdullino) یک شهرک در شهرستان چیشمینسکی در استان باشقیرستان کشور روسیه است.